# Łukasz Resiak
Łukasz Resiak (ur. 1986 w Świdniku) – polski artysta fotograf, uhonorowany tytułem Artiste FIAP (AFIAP). Członek rzeczywisty i Artysta Fotoklubu Rzeczypospolitej Polskiej (AFRP). Członek rzeczywisty Okręgu Lubelskiego Związku Polskich Artystów Fotografików. 

## Życiorys
Łukasz Resiak fotografuje od 2000 roku, od 2004 roku związany z lubelskim środowiskiem fotograficznym. Miejsce szczególne w jego twórczości zajmuje fotografia abstrakcyjna, fotografia architektury, fotografia dokumentalna, fotografia krajobrazowa, fotografia kreacyjna, fotografia martwej natury, fotografia portretowa, fotografia przemysłowa, fotografia przyrodnicza, fotografia reportażowa. W latach 2004–2022 był członkiem Lubelskiego Towarzystwa Fotograficznego im. Edwarda Hartwiga. W latach 2009–2018 był członkiem Białostockiego Towarzystwa Fotograficznego. W 2008 roku i ponownie w 2009 otrzymał stypendium Marszałka Województwa Lubelskiego – w dziedzinie twórczości artystycznej. W 2019 roku otrzymał stypendium Prezydenta Miasta Lublin. 
Łukasz Resiak jest autorem i współautorem wielu wystaw fotograficznych; indywidualnych, zbiorowych, poplenerowych, pokonkursowych. Brał aktywny udział w Międzynarodowych Salonach Fotograficznych, organizowanych (m.in.) pod patronatem FIAP, zdobywając wiele nagród, wyróżnień, dyplomów oraz listów gratulacyjnych. Jego fotografie były prezentowane w wielu krajach Europy i świata (Bułgaria, Chiny, Cypr, Grecja, Indie, Iran, Polska, Rumunia, Serbia, Słowacja, Słowenia, Stany Zjednoczone, Włochy). Pokłosiem udziału w Międzynarodowych Salonach Fotograficznych (pod patronatem FIAP) było przyznanie Łukaszowi Resiakowi w 2015 roku tytułu honorowego Artiste FIAP (AFIAP), nadanego przez Międzynarodową Federację Sztuki Fotograficznej FIAP, z siedzibą w Luksemburgu.
Łukasz Resiak jest organizatorem i kuratorem wystaw fotograficznych, uczestnikiem (prowadzącym) wielu spotkań, prezentacji oraz warsztatów fotograficznych, uczestniczy w pracach jury w wielu krajowych i międzynarodowych konkursach fotograficznych. W dniu 28 lipca 2016 roku został przyjęty w poczet członków Fotoklubu Rzeczypospolitej Polskiej Stowarzyszenia Twórców. Decyzją Komisji Kwalifikacji Zawodowych Fotoklubu RP, otrzymał dyplom potwierdzający kwalifikacje do wykonywania zawodu artysty fotografa, fotografika (legitymacja nr 411). W 2021 został członkiem rzeczywistym Okręgu Lubelskiego Związku Polskich Artystów Fotografików (legitymacja nr 1295).
W 2016 roku za wybitną działalność fotograficzną, rozwój polskiej kultury oraz promocję miasta Lublin w kraju i za granicą – został wyróżniony grawertonem Prezydenta Miasta Lublin. Prace Łukasza Resiaka zaprezentowano w Almanachu (1995–2017), wydanym przez Fotoklub Rzeczypospolitej Polskiej Stowarzyszenie Twórców w 2017 roku. W 2018 roku został uhonorowany Medalem „Za Zasługi dla Fotografii Polskiej” – odznaczeniem przyznawanym przez Kapitułę Fotoklubu Rzeczypospolitej Polskiej Stowarzyszenia Twórców – w 100. rocznicę odzyskania przez Polskę niepodległości. W 2023 odznaczony Złotym Medalem „Za Fotograficzną Twórczość”. Jesienią 2018 roku Łukasz Resiak był bohaterem reportażu nagranego przez Polskie Radio Lublin – „Wędrujący z drabiną”.

## Odznaczenia
- Medal „Za Zasługi dla Fotografii Polskiej” (2018)[30]
- Złoty Medal "Za Fotograficzną Twórczość" (2023)

## Wybrane wystawy indywidualne
- „Chiaroscuro infinito”; Muzeum Fotografii w Janowie Lubelskim (2023)[32]
- „Muraluksy”; Muzeum Rzemiosła (Krosno 2021)[33]
- „Chiaroscuro infinito”; Galeria Fotografii Stylowy (Zamość 2021)[34]
- „Chiaroscuro infinito”; Galeria Fotografii Radia Lublin (Lublin 2019)[35]
- „Muraluksy”; Galeria krótko i węzłowato ZPAF (Łódź 2019)[36]
- „Muraluksy”; Urząd Marszałkowski Województwa Podlaskiego (Białystok 2016)
- „Muraluksy”; Spółdzielczy Dom Kultury (Świdnik 2016)
- „Muraluksy”; Galeria N (Łomża 2016)[19]
- „Muraluksy”; Wojewódzki Ośrodek Kultury (Lublin 2015)
- „Pejzaż liryczny”; Pałac Parysów (Lublin 2015)
- „Warszawska Starówka – płaszczyzny”; Spółdzielczy Dom Kultury (Świdnik 2009)
- „ChloroFeel”; Rynek 9 (Kazimierz Dolny 2008)
- „Komu? Czemu?”; Spółdzielczy Dom Kultury (Świdnik 2005)

Źródło.